# Ciclisme als Jocs Olímpics d'estiu de 1984
Als Jocs Olímpics d'Estiu de 1984 celebrats a la ciutat de Los Angeles (Estats Units d'Amèrica) es disputaren 8 proves de ciclisme, set en categoria masculina i una en categoria femenina, sent la primera vegada que les dones pogueren participar en aquest esport. Aquestes proves es dividiren en tres de ciclisme en ruta, formades per dues contrarellotges individuals i una contrarellotge per equips, i en quatre proves de ciclisme en pista. En aquesta última modalitat s'introduí la cursa per punts.
La competició se celebrà entre els dies 29 de juliol i el 3 d'agost de 1984 al Velòdrom Olímpic situat a la Universitat Estatal de Califòrnia, Dominguez Hills. Per la seva banda la prova de ciclisme en ruta es realitzà a la població de Mission Viejo.
Hi participaren un total de 359 ciclistes, entre ells 45 dones, de 54 comitès nacionals diferents.

## Resum de medalles

### Ciclisme en ruta

#### Categoria masculina
| Prova                             | Or                                                                          | Argent                                                                | Bronze                                                                     |
| Ruta Detalls                      | Alexi Grewal                                                                | Steve Bauer                                                           | Dag Otto Lauritzen                                                         |
| Contrarellotge per equips Detalls | ItàliaMarcello Bartalini · Marco Giovannetti · Eros Poli · Claudio Vandelli | SuïssaAlfred Achermann · Richard Trinkler · Laurent Vial · Benno Wiss | Estats UnitsRon Kiefel · Clarence Knickman · Davis Phinney · Andrew Weaver |

#### Categoria femenina
| Prova        | Or               | Argent        | Bronze            |
| Ruta Detalls | Connie Carpenter | Rebecca Twigg | Sandra Schumacher |

### Ciclisma en pista

#### Categoria masculina
| Prova                             | Or                                                                    | Argent                                                                                     | Bronze                                                        |
| Quilòmetre contrarellotge Detalls | Fredy Schmidtke                                                       | Curt Harnett                                                                               | Fabrice Colas                                                 |
| Velocitat individual Detalls      | Mark Gorski                                                           | Nelson Vails                                                                               | Tsutomo Sakamoto                                              |
| Persecució individual Detalls     | Steve Hegg                                                            | Rolf Gölz                                                                                  | Leonard Nitz                                                  |
| Persecució per equips Detalls     | AustràliaMichael Grenda · Kevin Nichols · Michael Turtur · Dean Woods | Estats UnitsDavid Grylls · Steve Hegg · Patrick McDonough · Leonard Nitz · Brent Emery (q) | RFAReinhard Alber · Rolf Gölz · Roland Günther · Michael Marx |
| Cursa per punts Detalls           | Roger Ilegems                                                         | Uwe Messerschmidt                                                                          | José Youshimatz                                               |

## Medaller
| Posició | País         | Or | Argent | Bronze | Total |
| 1       | Estats Units | 4  | 3      | 2      | 9     |
| 2       | RFA          | 1  | 2      | 2      | 5     |
| 3       | Austràlia    | 1  | 0      | 0      | 1     |
| 3       | Bèlgica      | 1  | 0      | 0      | 1     |
| 3       | Itàlia       | 1  | 0      | 0      | 1     |
| 6       | Canadà       | 0  | 2      | 0      | 2     |
| 7       | Suïssa       | 0  | 1      | 0      | 1     |
| 8       | França       | 0  | 0      | 1      | 1     |
| 8       | Japó         | 0  | 0      | 1      | 1     |
| 8       | Mèxic        | 0  | 0      | 1      | 1     |
| 8       | Noruega      | 0  | 0      | 1      | 1     |